# Acalolepta aurosericea
Acalolepta aurosericea là một loài bọ cánh cứng trong họ Cerambycidae.